# Bụi đời
Cụm từ bụi đời (tiếng Anh: dust of life) chỉ đến những người sống lang thang trong thành phố, ngoài ra còn có trẻ bụi đời ý chỉ đám trẻ con đường phố hoặc các băng đảng vị thành niên. Kể từ năm 1989, nhờ một ca khúc trong vở nhạc kịch Miss Saigon mà cụm từ bụi đời hay "Bui-Doi" trong các ngôn ngữ phương Tây đã trở nên phổ biến, dùng để chỉ đến những đứa trẻ là con lai Mỹ-Á bị bỏ lại tại Việt Nam sau khi Chiến tranh Việt Nam kết thúc.

## Người nghèo ở nông thôn đặt chân lên phố

Áp phích bộ phim Bụi Đời năm 1957.

Cụm từ bụi đời ban đầu được dùng để nói về những con người đói khổ từ các miền quê tìm nơi nương tựa chốn phố thị, xuất hiện vào thập niên 1930. Còn cụm từ trẻ bụi đời hay "trẻ lang thang" ngày nay chỉ đến trẻ em đường phố hoặc là thành viên các băng đảng vị thành niên. Nó hình dung trong tâm thức về hình ảnh một đứa trẻ bị bỏ rơi và lang thang vô phương hướng, giống như bụi.
Ngày nay ở Việt Nam, cụm từ bụi đời có thể chỉ đến bất kỳ người nào, nhưng thường là các nam thanh niên sinh sống trên đường phố hoặc sống như kẻ lang thang. Liên quan đến nó có từ đi bụi, tức một ai đó tự ý bỏ nhà đi, thường do những bất đồng với gia đình để rồi sống lang bạt bụi đời khắp các phố phường.